# Silvino João de Carvalho
Silvino João de Carvalho, mit Kurznamen Jabá genannt, (* 20. Mai 1981 in Araripina) ist ein brasilianischer Fußballspieler.

## Karriere
Jabá begann 2001 seine Karriere bei Coritiba FC und spielte dort drei Jahre lang. Im Juli 2004 unterzeichnete er seinen ersten Vertrag im Ausland. Er ging in die Türkei zu Ankaraspor. Beim Erstligisten spielte Jabá auf Anhieb eine gute Saison. In 31 Spielen erzielte er 17 Tore und wurde Fünfter in der Torjägerliste. In den folgenden Jahren konnte er diese Toranzahl nicht erreichen. Für Ankaraspor spielte er drei Jahre. Im September 2007 wechselte er zum Stadtrivalen MKE Ankaragücü. Bei den Blau-Gelben blieb Jabá zwei Jahre, danach zog es in nach Aserbaidschan zu FK Baku. 
Seine drei Jahre in Baku blieben erfolglos. Im Februar 2012 kehrte der Stürmer in die Türkei zu Medical Park Antalyaspor zurück und unterschrieb einen Vertrag bis zum Saisonende.
Nach Beendigung der Saison 2011/12 kehrte er in seine Heimat zurück. Bis Jahresende 2012 war Jabá ohne neuen Vertrag. Die Spiele um Staatsmeisterschaften 2013 bestritt er bei Arapongas EC und zur nationalen Meisterschaft wechselte er zu AS Arapiraquense, nachdem ein Wechsel zum türkisch Zweitligisten Karşıyaka SK für die Saison 2013/14 nach wenigen Tage aufgelöst wurde. In die Saison 2014 startete Jabá mit der Grêmio Esportivo Juventus, im Oktober des Jahres wechselte er dann zum FK Baku nach Ascherbaidsan.
Im September 2015 kam Jabá erneut in die Türkei, wo er bis 2018 für verschiedene Klubs antrat. 2019 und 2020 trat er noch für unterklassige Klubs in seiner Heimat an, dann beendete seine aktive Laufbahn.

## Sonstiges
Jabá besitzt die türkische Staatsbürgerschaft.